# Phare de Punta de los Colorados
Le phare de Punta de los Colorados (en espagnol : Faro de Punta de los Colorados) est un phare actif situé au sud du port de Cienfuegos, sur le littoral sud de la province de Cienfuegos, à Cuba.

## Histoire
Punta de los Colorados se situe au sud de Cienfuegos, à l'entrée est du port intérieur.
La première station de signalisation maritime date de 1851. Ce premier phare a été détruit par le bombardement de la marine américaine pendant la guerre hispano-américaine de 1989, et une balise temporaire a été remise en service sur un mât jusqu'à l'achèvement du phare actuel en 1901.

## Description
Ce phare  est une tour conique en maçonnerie, avec une galerie circulaire et une lanterne de 20 m de haut. Deux maisons de gardien d'un étage sont bâtis au pied de la tour et l'ensemble est entouré d'un mur d'enceinte. La tour est peinte en blanc. Il émet, à une hauteur focale de 25 m, un éclat blanc par période de 5 secondes. Sa portée est de 23 milles nautiques (environ 42.5 km).
Identifiant : ARLHS : CUB-028 ; CU-0895 - Amirauté : J5094 - NGA : 110-13468 .

### Lien connexe
- Liste des phares de Cuba